# Francisco Gomes (político)
Francisco Manuel Freitas Gomes (Funchal, 18 de abril de 1980) é um politólogo e político português. Foi deputado à Assembleia da República na XII legislatura pelo PSD, sendo eleito deputado pelo CHEGA em março de 2024.
É licenciado em Ciências Políticas pela Universidade de Denison, e em Comunicação Social pela Universidade de Harvard, concluída no ano de 2002. Em 2004 concluiu o mestrado em Ciências Políticas pela Universidade de Oxford.
Tem uma pós-graduação em Guerra da Informação/’Competitive Intelligence’, pela Academia Militar, concluída no ano de 2008, e o Curso de Defesa Nacional, pelo Instituto da Defesa Nacional, igualmente concluído em 2008. Em fevereiro de 2018 era doutorando em Ciências Políticas, pelo Instituto Superior de Ciências Sociais e Políticas, em fase de conclusão.
Iniciou a sua experiência profissional em 2004 na Empresa de Eletricidade da Madeira (EEM). Foi conselheiro técnico da Secretaria Regional do Turismo e Cultura, e adjunto do Secretário Regional do Ambiente e Recursos Humanos.
Em 2009 foi eleito Deputado Municipal para a Assembleia Municipal do Funchal. Em Janeiro de 2014, foi deputado pelo PSD-Madeira à Assembleia Legislativa da Madeira, passando a exercer a mesma função em junho de 2014 na Assembleia da República.
Em outubro de 2015, voltou a assumir a posição de técnico da Secretaria Regional do Ambiente e dos Recursos Naturais, com funções de apoio à Diretora Regional do Ordenamento do Território e Ambiente, sobretudo na área da comunicação.
Em outubro de 2017 foi nomeado por Susana Prada, sendo expressamente autorizado a acumular funções com a de presidente da Associação dos Antigos Alunos da Escola da APEL e de membro do Conselho de Administração da Escola da APEL. Foi exonerado do cargo em fevereiro de 2018, sem que tenham sido avançados os motivos da exoneração.
Em 2018 assessorou a Secretaria Regional de Turismo e Cultura, sendo nomeado por Paula Cabaço para colaborar nos 600 anos dos Descobrimento das ilhas da Madeira e do Porto Santo. Foi exonerado do cargo em 2020.
Divergências com o PSD, levaram-no a aderir ao CHEGA, sendo indicado pelo Presidente do partido, André Ventura, como cabeça de lista pela Madeira nas eleições legislativas de 2024. A 10 de março de 2024 foi eleito deputado pelo Chega à Assembleia da República.